# ガバナー・パスカル駅
ガバナー・パスカル駅 (タガログ語: Estasyong_daangbakal_ng_Governor_Pascualal)は、フィリピン国鉄の駅。ガバナー・パスカル通りに隣接しており、マニラ首都圏のマラボン、アカシア地区に位置しており、マラボン駅やアカシア駅とも呼ばれる。現在は首都北部のコミューターや北部シャトルのターミナルとなっている。

## 歴史
かつてはこの駅は隣接自治体で、駅の立っていたアカシア村の名前が付けられていた。現在駅名は隣接するガバナー・パスカル通りの名前となっており、この通りはマラボンの首長であり、道路を整備したウェンセスラオ・パスカル(Wenceslao Pascual)の名前を冠している。
旧駅は不運で再交渉となった北方本線建設に向けた更地化のために2007年に取り壊された。2018年、マラボン市自治体・フィリピン運輸省・フィリピン国鉄の協議ののち、新規に立てる高架の北方本線の指定駅ではなかったものの、ここに地上鉄道駅を立てることとなった。これはフィリピン国鉄で運用される路線のカローカン以北への延長であり、20年ぶりの鉄道事業の再開であった。
2018年9月、PNRの技術チームは旧アカシア鉄道駅の調査を開始し、廃止された鉄道をそこに再建する草案を提起、2018年末までのサービスと駅の再開の目標を策定した。運用再開を公式に祝う式典が行われ、そののちに路線が引かれバラストがまかれた。運用再開のためにサムソン通りとの交差点の踏切の工事のため、通りは2018年11月23日に一度停止され、工事後マラボン駅までの鉄道運用が可能になった。20年近くの休止を経てガバナー・パスカルへの運用は2018年12月3日に行われた。
NLEX10.1の高架下となる部分であり、駅近傍の路線は撤去され、単線標準軌のレールに取り替えられた。NLEX部分に関係する資材は地上部分の鉄道路線を修復するために移動した。駅の北にあるガバナー・パスカル通りとの交差点の踏切はヴァレンズエラ市への延長を目的とした更地化作業時の道路封鎖中に撤去されている。

## 近隣施設
ガバナー・パスカルには商店や施設が立ち並ぶ。さらに西へ行くとRobinsons Town Mall Malabonがありナヴォタスに向かう。東にはマラボン市動物園があり、カローカン市のモニュメントに戻る。

## 駅配置
| 1階 プラットホーム | 片側ホーム         | 片側ホーム                                          |
| 1階 プラットホーム | ホーム             | 首都通勤線 FTIまたはトゥトゥバン行 (←)              |
| 1階 プラットホーム |                    |                                                     |
| 1階 プラットホーム |                    |                                                     |
| 1F                 | コンコース/ 地上階 | 切符売場、駅事務所、購買、Caltex Acacia gas station |

## 註
1. ↑  M, Cecile (2010年12月7日). “My Malabon: The Wenceslao Pascual House”. Mymalabon.blogspot.com. 2019年2月2日閲覧。
2. ↑  “After 20 years, PNR resumes Sangandaan, Caloocan-FTI Taguig route” (英語) 2018年9月10日閲覧。
3. ↑  “Philippine National Railways”. Facebook.com. 2019年2月2日閲覧。
4. ↑  “Track Laying Ceremony ng Main Line North Extension to Governor Pascual sa Malabon City”. Remate.ph. 2019年2月2日閲覧。
5. ↑  “Department of Transportation - Philippines”. Facebook.com. 2019年2月2日閲覧。
6. ↑  “Department of Transportation - Philippines”. Facebook.com. 2019年2月2日閲覧。

座標: 北緯14度40分12.1秒 東経120度58分22.2秒 / 北緯14.670028度 東経120.972833度